# Mayura (mitología)

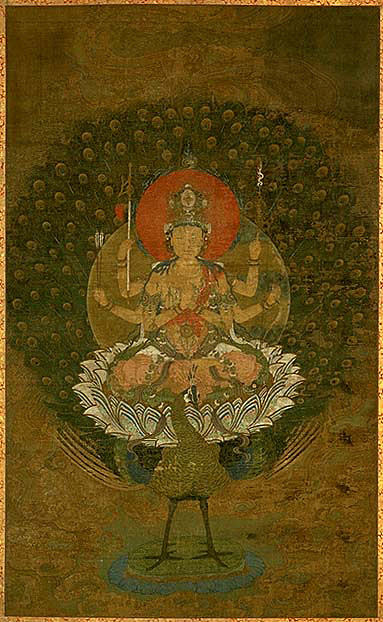
Peacock Myōō (Mayura Vidyaraja) de Ninna-ji, Kioto, de la dinastía Song del Norte. Rollo colgante, 167,1 cm x 102,6 cm. Color sobre seda.

Mayura (palabra en sánscrito para pavo real) es una de las aves sagradas de la mitología hindú. Es mencionado en una serie de escrituras hindúes. También es un nombre hindú contemporáneo utilizado en muchas partes de la India.

## Mitología
La leyenda dice que el Mayura fue creado a partir de las plumas de Garuda, otra ave mítica semi-divina de la mitología hindú. Garuda se cree que es un vahana (transporte) de Vishnu, una de las Trimurti. En las imágenes de mayura como un pájaro mítico, se representa matando a una serpiente, que de acuerdo a una serie de escrituras hindúes, es un símbolo del ciclo de tiempo.